# Тускетс
Тускетс (исп. Tusquets Editores) — испанское книжное издательство, располагается в Барселоне, имеет филиалы в Аргентине и Мексике.

## Деятельность
Издательство основали в 1969 году бразильская переводчица Беатрис де Моура (исп. Beatriz de Moura, род. 1939) и её муж Оскар Тускетс (исп. Óscar Tusquets, род. 1941), испанский архитектор и художник, брат писательницы Эстер Тускетс (1936—2012), возглавлявшей издательство «Лумен».
В настоящее время 18 сотрудников издательства работают в Барселоне, 8 — в Буэнос-Айресе и 5 — в Мехико.
Выпускает свыше 20 различных серий художественной литературы и нон-фикшн — от новинок поэзии до кулинарных книг и детской литературы. Уделяет большое внимание авангардной словесности, миноритарным и маргинальным литературным явлениям. В каталоге издательства к настоящему времени — свыше 2 000 наименований книг, многие из которых принадлежат к классике XX века.
Среди авторов издательства — 14 лауреатов Нобелевской премии по литературе. Беатрис де Моура за вклад в культуру награждена Крестом Святого Георгия (2006).

## Премии
С 2005 года на международной книжной ярмарке в Гвадалахаре, проходящей в ноябре, издательство присуждает премию за лучший роман на испанском языке (исп. Premio Tusquets Editores de Novela). Денежный приз составляет 20000 евро. Жюри возглавляет Хуан Марсе.
С 1977 по 2004 годы издательство присуждало премию «Вертикальная улыбка» (исп. Premio La Sonrisa Vertical) за лучшую книгу в жанре эротической литературы. Среди других, её получили Мерседес Абад (1986), Альмудена Грандес (1989), Хосе Карлос Сомоса (1996), Луис Антонио де Вильена (1999), Майра Монтеро (2000).
В 1988 году была учреждена премия «Кавычки» (исп. Premio Comillas), которая вручается за книги по биографии, автобиографии и книги воспоминаний. В 2012 году было принято решение об отмене конкурса в связи с тем, что «ни один из присланных текстов не соответствовал условиям, предусмотренным фондом».

## Избранные авторы
| - Пишущие на испанском языке: - Сесар Айра - Висенте Алейксандре - Рейнальдо Аренас - Хуан Хосе Арреола - Марио Бельятин - Адольфо Биой Касарес - Хорхе Луис Борхес - Франсиско Бринес - Эктор Бьянчотти - Хосе Анхель Валенте - Марио Варгас Льоса - Габриэль Гарсиа Маркес - Бетина Гонсалес - Альмудена Грандес - Эдгардо Козаринский - Хулио Кортасар - Альваро Кункейро - Хосе Лесама Лима - Хуан Марсе - Теренси Мош - Сильвина Окампо - Леонардо Падура - Октавио Пас - Рамиро Пинилья - Вирхилио Пиньера - Серхио Питоль - Фернандо Саватер - Северо Сардуй - Камило Хосе Села - Хорхе Семпрун - Хавьер Серкас - Маседонио Фернандес - Родриго Фресан - Хорхе Эдвардс - Абилио Эстевес | - Пишущие на других языках: - Джон Апдайк - Антонен Арто - Ролан Барт - Жорж Батай - Зигмунт Бауман - Сэмюэл Беккет - Томас Бернхард - Андрей Битов - Паскаль Брюкнер - Шико Буарке - Борис Виан - Вирджиния Вулф - Витольд Гомбрович - Надин Гордимер - Жиль Делёз - Джеймс Джойс - Маргерит Дюрас - Андре Жид - Флёр Йегги - Итало Кальвино - Альбер Камю - Кафка - Пьер Клоссовски - Милан Кундера - Малькольм Лаури - Мишель Лейрис - Хеннинг Манкель - Норман Маня - Артур Миллер - Чеслав Милош - Анри Мишо - Харри Мулиш - Харуки Мураками - Ницше - Марта Нуссбаум - Эзра Паунд - Томас Пинчон - Франсис Понж - Марсель Пруст - Рюдигер Сафранский - Александр Солженицын - Эми Тан - Уильям Фолкнер - Петер Хандке - Чоран - Леонардо Шаша - Воле Шойинка - Умберто Эко - Эрнст Юнгер |